# Antiparaparchites
Antiparaparchites is een geslacht van uitgestorven kreeftachtigen uit de klasse van de Ostracoda (mosselkreeftjes).

## Soorten
- Antiparaparchites circularis (Wei, 1983) Wei, 1988 †
- Antiparaparchites oblongus Coryell & Rozanski, 1942 †
- Antiparaparchites primaevus Kesling, 1958 †
- Antiparaparchites subcircularis Wang & Shi, 1982 †
- Antiparaparchites wabashensis Payne, 1937 †